# Sudbena vlast
Sudbena vlast ili judikativa je grana vlasti zadužena za provedbu zakona i, u nekim zemljama, za pridržavanje ustavnih odredaba. Funkcija je ove vlasti tumačenje zakona. 
U Republici Hrvatskoj je državna vlast ustrojena na načelu trodiobe vlasti na zakonodavnu, izvršnu i sudbenu. 
Sudbenu vlast obavljaju sudovi. Sudbena vlast je samostalna i neovisna. Sudovi u Hrvatskoj sude na temelju Ustava, zakona i međunarodnih ugovora koji su dio pravnog poretka Republike Hrvatske. U Republici Hrvatskoj sudbenu vlast obavljaju prekršajni sudovi, općinski sudovi, županijski sudovi, trgovački sudovi, Visoki prekršajni sud Republike Hrvatske, Visoki trgovački sud Republike Hrvatske, Upravni sud Republike Hrvatske i Vrhovni sud Republike Hrvatske.

## Poveznice
- Sudbena vlast u Hrvatskoj